# Peter Frelinghuysen Jr.
Peter Hood Ballantine Frelinghuysen II (17 de Janeiro de 1916 - 23 de Maio de 2011) foi um político americano. Representou o quinto distrito do congresso de Nova Jersey na Câmara dos Representantes dos Estados Unidos como Republicano de 1953 a 1975.

## Primeiros anos
Peter Frelinghuysen veio de uma longa descendência de políticos de Nova Jersey que datam os primeiros anos dos Estados Unidos, incluindo quatro senadores dos Estados Unidos e dois membros da Câmara. Era neto de George Griswold Frelinghuysen, bisneto de Frederick Theodore Frelinghuysen, tatarasobrinho de Theodore Frelinghuysen e tatatataraneto de Frederick Frelinghuysen. Era também tataraneto de Peter Ballantine, fundador da Cervejaria Ballantine.
Nasceu em 17 de Janeiro de 1916 em Nova York, filho do Sr. Peter H.B. Frelinghuysen e Adaline Havemeyer, o pai de Frelinghuysen era banqueiro que descendia de colonos holandeses do século 18, no Condado de Somerset. Seus irmãos que incluía o irmão gêmeo Henry O.H. Frelinghuysen, um filantropo e líder cívico, George G. Frelinghuysen e Frederica Frelinghuysen Emert. Frequentou a St. Mark's School, em Southborough, Massachusetts e graduou-se na Universidade de Princeton em 1938 e na Yale Law School em 1941.

## Carreira
Depois de advogar em Nova York, atuou no Escritório da Inteligência Naval de Setembro de 1942 a Dezembro de 1945 obtendo a patente de tenente. Então estudou na Universidade Columbia de 1946 a 1947. Trabalhou como funcionário da Força Tarefa das Relações Exteriores da Comissão Hoover em 1948, antes de retornar ao setor privado. Trabalhou como diretor da Caixa Econômica Howard em Livingston, Nova Jersey.
Em 1952, foi eleito para a Câmara dos Representantes do 5º distrito do congresso de Nova Jersey e trabalhou até sua aposentadoria da política em 1975. Quando era um Republicano moderado, apoiou a Lei dos Direitos Civis de 1964, mas não aos planos de guerra contra a pobreza da administração Johnson.
Em Dezembro de 1959, quando os planos da Autoridade Portuária de Nova York para desenvolver uma área de florestas e pântanos perto de sua propriedade no Condado de Morris como um aeroporto internacional servindo a região de Nova York foram expostas, Frelinghuysen participou da oposição pela Associação do Aeroporto de Jersey que era composto por ambientalistas e moradores locais, que angariou fundos para comprar quase 3 000 hectares do local específico e doado ao governo federal, para ser preservado para sempre como parque. Com a derrota da iniciativa de desenvolvimento do aeroporto, esse terreno tornou-se a parte inicial do Abrigo da Vida Selvagem do Grande Pântano Nacional, estabelecido pelo estatuto federal em 3 de Novembro de 1960, no meio da polêmica do desenvolvimento.
Na década de 1960, chantagistas focalizaram para chantagear Frelinghuysen, colocando-o numa armadilha em um encontro sexual com um menor de idade do sexo masculino e em seguida, se passando por policiais, ameaçando-o com exposição pública. Frelinghuysen pagou a eles 50 000 dólares. Mais tarde colaborou com a investigação do FBI do grupo de chantagistas, mas o Departamento de Justiça notificou ao líder da Câmara dos Representantes e Frelinghuysen foi forçado a sair da Comissão das Forças Armadas.
Em Janeiro de 1965, foi o Líder da Minoria e a escolha de Gerald Ford para Deputado, mas perdeu na votação secreta da bancada Republicana por uma votação de 70 a 59 para o incumbente Les Arends, que tinha ocupado o cargo desde 1943.
Depois de sair do Congresso, Frelinghuysen trabalhou nos comitês de várias instituições sem fins lucrativos, incluindo o Museu Metropolitano de Arte e o Jardim Botânico de Nova Iorque.

## Vida pessoal
Casou-se com Beatrice Sterling Procter, em Stockbridge, Massachusetts, no dia 7 de Setembro de 1940. Ela era descendente do fundador da Procter & Gamble. Os filhos deles incluem Peter Frelinghuysen II, um advogado e Rodney P. Frelinghuysen, um deputado.
A esposa dele morreu em 1996. E ele morreu em 23 de Maio de 2011, na sua casa em Harding Township, Nova Jersey.

## Ligação externa
- Peter H.B. Frelinghuysen Papers at the Seeley G. Mudd Manuscript Library, Princeton University